# Alexander Frei
Alexander Frei (ur. 15 lipca 1979 w Bazylei) – szwajcarski piłkarz występujący na pozycji napastnika. W latach 2001–2013 reprezentant Szwajcarii.
Od połowy kwietnia 2013 dyrektor sportowy w klubie FC Luzern.

## Kariera klubowa
Frei rozpoczynał karierę piłkarską w klubie Swiss Super League FC Basel. W 2001 wywalczył z Servette FC Puchar Szwajcarii, występował również w Pucharze UEFA. W 2003 jako utalentowany napastnik przeniósł się do francuskiej Ligue 1. W barwach Rennais zdobył w pierwszym sezonie 20 bramek, ustępując jedynie Djibrilowi Cissé. W 2005 zdobył wreszcie koronę króla strzelców (20 goli) i występował z Rennais w Pucharze UEFA. W czerwcu 2006 podpisał nowy czteroletni kontrakt z Borussią Dortmund. W pierwszym sezonie w Bundeslidze szybko zaaklimatyzował się i w 32 meczach strzelił 16 goli, stając się najlepszym strzelcem BVB. Znalazł się również w czołówce strzelców niemieckiej ekstraklasy. 17 lipca 2009 roku Frei po 6 latach wrócił do Szwajcarii, a jego klubem zostało FC Basel w którym zaczynał karierę. Basel zapłaciło Borussii ok. 4,25 milionów euro. W FCB zadebiutował 26 lipca w wygranym 2-1 meczu z FC Sion, w którym to zaliczył asystę i strzelił bramkę. 15 kwietnia 2013 zakończył karierę klubową.

## Kariera reprezentacyjna
W reprezentacji Szwajcarii Frei występował już w drużynach juniorskich. W 2002 był półfinalistą Mistrzostw Europy U-21. W pierwszej drużynie seniorów zadebiutował 24 marca 2001 w meczu z Jugosławią (1:1). W 2004 wystąpił na Mistrzostwach Europy w Portugalii, zaś w 2006 zadebiutował na Mistrzostwach Świata, na których zdobył pierwszą bramkę w drugim meczu grupowym przeciwko Togo. Podczas pierwszego meczu na Mistrzostwach Europy w Austrii i Szwajcarii pod koniec pierwszej połowy doznał kontuzji kolana, co wykluczyło jego dalszy udział w tej imprezie. Łącznie dla reprezentacji Szwajcarii rozegrał 84 mecze i zdobył 42 bramki, dzięki czemu jest najskuteczniejszym strzelcem w jej historii.